# Hospital Militar Reubicable (Fuerza Aérea Argentina)
El Hospital Militar Reubicable (HMR) es un conjunto de módulos de la Fuerza Aérea Argentina que interconectados arman un complejo sistema de atención médica. Es capaz de ser trasladado por todo el mundo así como de sobrellevar duros temblores, como quedó demostrado al permanecer operativo luego del terremoto de enero de 2010 en Haití, y soportar temperaturas desde 15° bajo cero hasta 40° grados gracias a su aislamiento. Es uno de los tres centros de salud en su tipo en todo el mundo.

## Descripción
Los contenedores forman dos salas de internación capaz de albergar veinte camas cada una, tiene dos quirófanos que en caso necesario pueden extenderse a otras salas ya que hay dos de ellas que pueden ser configurados de acuerdo a la necesidad. También cuenta con una sala de emergencias, una unidad de terapia intensiva, 50 camas para internación y un consultorio odontológico, un laboratorio, cocina y baños y está prevista la posibilidad de ampliar algunas áreas con carpas en caso de ser necesario. Hay asimismo una cámara de refrigeración para guardar comida que en ocasión del terremoto funcionó como morgue.

## Adquisición
Fue presentado en la I Brigada Aérea de El Palomar el 21 de agosto de 1981, adquirido en el marco del Sistema de Cooperación entre las Fuerzas Aéreas Americanas (SICOFAA) para brindar apoyo sanitario en tiempos de guerra tanto en tiempos de paz.

## Mozambique
A partir de abril de 1993, la FAA tiene una destacada participación en la misión ONUMOZ, contribuyendo, por un lado, con el envío de Observadores Militares a la región y, por otro, con el establecimiento de su hospital reubicable, junto con dotaciones completas de personal especializado, para prestar ayuda humanitaria en la zona. Para el traslado de los módulos más delicados del hospital (radiología, quirófano, terapia intensiva), así como medicamentos, instrumental, el primer contingente de médicos y restante personal especializado, se emplearon tres aviones pertenecientes al Escuadrón I C-130 de la FAA, que volaron en escuadrilla haciendo escala en Recife, Isla Ascensión y Ciudad del Cabo. También participaron en ONUMOZ aviones del Escuadrón V B-707, que volando un total de 53 horas, transportaron 14 000 kg de carga y 439 pasajeros pertenecientes a los contingentes de relevo. Para el despliegue del hospital y funciones en general, prestó sus servicios el Grupo 1 de Comunicaciones Escuela, con sede en la II Brigada Aérea.
El hospital se instaló en Machava, a 15 km de la capital de Mozambique, donde se asistió sanitariamente a las tropas de otras naciones, personal diplomático, y a la población local. 
Se dispuso de un área con 4O camas para enfermos endémicos. Se realizaron más de 7000 análisis de rutina a miles de pacientes, detectando así diferentes enfermedades como malaria, parasitosis y HIV con alto porcentaje positivo.
El personal de la FAA trabajó incansablemente, las 24 horas del día, para llevar un poco de alivio a una comunidad castigada por flagelos de diversos tipos. Las patologías que más frecuentemente se atendieron fueron las relacionadas con enfermedades tropicales, como el cólera, fiebre tifoidea, malaria, a lo que debe agregársele las afecciones pulmonares y el Sida. 
La actividad quirúrgica también fue intensa. Se operaron casos de apendicitis, perforaciones intestinales provocadas por la fiebre tifoidea, así como fracturados, gente politraumatizada y quemados, entre los casos más frecuentes. Y. como «recreo» de tanta calamidad se atendieron también algunos partos. 
Los contingentes de personal de la FAA asignados al hospital reubicable eran renovados cada seis meses. Reunieron a más de 15O personas entre oficiales, suboficiales y civiles.

## Haití-MINUSTAH
El hospital móvil fue utilizado en misiones humanitarias en Kosovo y en Mozambique y cuanto estaba por ser enviado a Afganistán se produjo en setiembre de 2004 el huracán Jeanne por lo cual se lo trasladó como ayuda humanitaria a Haití para atender a las víctimas del mismo y permaneció desde entonces en el lugar.
El hospital, que se mantiene abierto las 24 horas, cuenta con generadores que le permiten disponer de electricidad todo el día, maquinaria para potabilizar el agua, al comienzo llegó a atender 2.500 pacientes por semana y en su primer año hizo 10.900 atenciones médicas con poco menos de 60 personas, entre médicos, enfermeros y empleados.
Las instalaciones se encuentran cerca del aeropuerto de Puerto Príncipe en un barrio relativamente tranquilo de esta capital, pero a unos escasos tres kilómetros comienzan las zonas marginales de la ciudad: Cité Militaire, Delmás 2 y, sobre todo, Bel Air, conocida por los secuestros y otros crímenes, que mermaron sensiblemente por la presencia de los soldados brasileños del contingente de la Misión de Estabilización de las Naciones Unidas en Haití. En marzo de 2005 llegó a atender 20 heridos de bala. A principios de ese año Yvon Neptune, el ex premier del gobierno del anterior presidente de Haití Jean-Bertrand Aristide que tras 3 semanas de huelga de hambre para protestar contra su encarcelamiento llegó con 48 kilos para ser atendido allí ya que no confiaba en los médicos de la prisión y egresó ya estabilizado, luego de 43 días de tratamiento, con seis kilos más. 
Si bien la función esencial del hospital es asistir a los soldados de la ONU, también lo hace a los propios haitianos, los que más lo necesitan y en épocas normales concurre diariamente una quincena de haitianos que, por lo general, se lastiman en accidentes de tránsito, tienen enfermedades congénitas o de larga data, tumores, malnutrición o infecciones. A estas personas se les realizan las primeras curas, con medicamentos aportados por el Estado argentino, y luego se los deriva a los hospitales públicos. Los actos humanitarios no concluyen aquí ya que el hospital argentino reparte asiduamente alimentos en los hogares de huérfanos de Puerto Príncipe.

### El terremoto de 2010
Como consecuencia del terremoto del 12 de enero de 2010 se derrumbaron los tres hospitales de la capital haitiana y el establecimiento argentino quedó inicialmente como el único complejo sanitario que funcionaba. En la primera mañana del día después del temblor se hicieron allí 85 operaciones de alta complejidad y atendieron a 800 heridos. Dado que los insumos se agotaron, el 14 de enero de 2010 Argentina envió un C-130 Hercules con médicos, expertos y unas 12 toneladas de carga compuesta entre otros insumos por teléfonos satelitales, carpas y plantas potabilizadoras.

## Asistencia Humanitaria a Chile
El día 3 de marzo de 2010 comenzó el proceso de Asistencia Humanitaria con motivo del Terremoto de Chile de 2010, de acuerdo a la orden de Operaciones del Comandante Operacional Conjunto Nro. 02/10 (Alistamiento y despliegue de efectivos a la República de Chile para asistir a la población). Los módulos fueron transportados en aviones C-130 Hércules y el personal en Fokker F28, unidades pertenecientes a la Fuerza Aérea Argentina. El primer contingente es integrado por 34 efectivos a cargo del Comodoro Miguel Ángel Lucero, como Jefe de la UNEJAP y se instala en la localidad de Curicó. A partir del 6 de marzo de 2010 el HMR inicia las atenciones sanitarias primarias.
La unidad funcionó operativamente desde el 6 de marzo al 26 de septiembre atendiendo a los pobladores que, afectados por la catástrofe, sufrieron distintas patologías como crisis de estrés, deshidratación, quemaduras, hipertensión, bronquitis, diabetes, gastritis y lesiones traumatológicas.

## Pandemia de COVID-19 en Argentina
En 2020 por la pandemia de COVID-19 en la Argentina el Hospital Militar Reubicable desplegó sus módulos en dos ubicaciones: el Hospital Aeronáutico Central (HAC) en Nueva Pompeya (CABA) y el Centro de Asistencia y Aislamiento Bahía Esperanza (CAAMBA) de la Armada Argentina en el Apostadero Naval en Retiro (CABA), para reforzar el esfuerzo sanitario de las Fuerzas Armadas de la Nación bajo la conducción del Estado Mayor Conjunto y el Ministerio de Defensa.